# Li Qiang (piragüista)
Li Qiang (en chino: 李强; 4 de enero de 1989) es un deportista chino que compite en piragüismo en la modalidad de aguas tranquilas.
Ganó tres medallas en el Campeonato Mundial de Piragüismo entre los años 2010 y 2019.

## Palmarés internacional
| Campeonato Mundial | Campeonato Mundial | Campeonato Mundial | Campeonato Mundial |
| Año                | Lugar              | Medalla            | Evento             |
| ------------------ | ------------------ | ------------------ | ------------------ |
| 2010               | Poznań (Polonia)   | Medalla de plata   | C1 500 m           |
| 2015               | Milán (Italia)     | Medalla de plata   | C1 200 m           |
| 2019               | Szeged (Hungría)   | Medalla de oro     | C2 500 m           |